# Carl Friedrich Ludwig von Gaudi
Carl Friedrich Ludwig von Gaudi (auch Gaudy) (* 5. Januar 1734 in Spandau; † 17. Juni 1784 in Genslack) war ein preußischer Beamter und Erbherr auf Genslack.

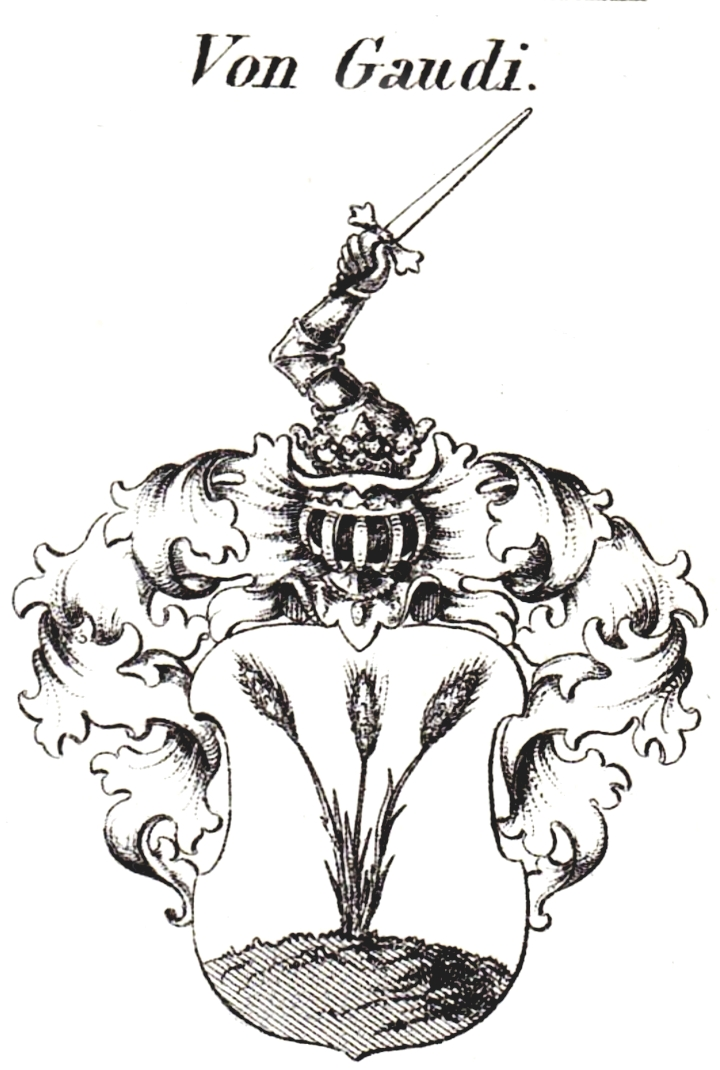
Wappen derer von Gaudi

## Leben
Carl Friedrich Ludwig von Gaudi war der Sohn von Andreas Ernst von Gaudi (* 1686; † 14. Februar 1745 bei Habelschwerdt), Besitzer des Gutes Paddeim im Kreis Labiau, außerdem Erbherr auf Laukischken, später reaktiviert, gefallen am 14. Februar 1745 als Oberst und Kommandeur des Infanterieregimentes Nr. 2 im Gefecht bei Habelschwerdt. Seine Mutter war Maria Elisabeth von Grävenitz (1691–1774). Von seinen Geschwistern sind namentlich bekannt:
- Friedrich Wilhelm von Gaudi (1725–1788), preußischer Generalleutnant;
- Leopold Otto von Gaudi (1728–1789), preußischer Wirklicher Geheimer Staats- und Kriegsminister beim Generaldirektorium, Chef des Departements für Ost- und Westpreußen.

Carl Friedrich Ludwig von Gaudi erhielt bis 1746 Privatunterricht im Elternhaus und besuchte dann öffentliche Schulen in Königsberg. 1749 trat er in das Infanterie-Regiment Prinz Holstein ein und wurde im Infanterieregiment von Hans von Tettenborn zum Leutnant befördert. 1769 bat er um seinen Abschied, nachdem er in der Schlacht bei Freiberg durch einen Sturz vom Pferd dienstuntauglich wurde, anschließend bewirtschaftete er das adlige Gut Dothen im Kreis Heiligenbeil, das seiner Ehefrau gehörte.
Im April 1767 wurde er durch Johann Friedrich von Domhardt als außerordentlicher Kriegs- und Domänenrat vorgeschlagen, den König Friedrich II. ablehnte. Auch die vorgeschlagene Nachfolge des Kriegs- und Domänenrates Christoph Albrecht von Ostau in Königsberg wurde durch den König abgelehnt, weil er keine Beamten in deren Heimatprovinz anstellen wollte.
Im September 1770 wurde er für das, durch die Beförderung von Friedrich Albrecht von Borck zum zweiten Kammerdirektor in Königsberg vakant gewordene, Amt als Landrat in Schaacken vorgeschlagen. Hierzu legte er am 6. Oktober 1770 das Große Examen im Beisein des Ministers Valentin von Massow erfolgreich ab und wurde anschließend offiziell als Landrat eingeführt.
Am 4. Juli 1771 wurde er zum Kriegs- und Domänenrat in Königsberg ernannt und übernahm das Ressort von Nikolaus Bertram von Below, der Intendant in Elbing geworden war. Neuer Landrat in Schaacken wurde Julius Wilhelm Albrecht von Ostau (1738–1808). Im November 1772 erfolgte seine Versetzung als Kriegs- und Domänenrat nach Marienwerder, dort wurde er am 14. Juni 1773 zum Geheimen Kriegsrat und Kammerdirektor ernannt und übernahm die Geschäfte von Nikolaus Bertram von Below, dem er bereits in Königsberg gefolgt war; sein bisheriges Amt ging an Johann Friedrich Borbstaedt (geb. 1741).
Im Juli 1774 wurde er durch den König zur Unterstützung von Finanzrat Franz Balthasar Schönberg von Brenkenhoff, der einen schweren Blutsturz erlitten hatte, nach Schönlanke gesandt, um dort die Kameralgeschäfte für die Kreise Bromberg, Nakel und Deutsch Krone sowie die Kreise jenseits der Netze zu bearbeiten; zusätzlich sollte er nach Abschluss der Grenzregulierung sofort mit der Vermessung und der Klassifikation des Gebietes beginnen.
Im Januar 1775 wurde er zum Direktor der Kammerdeputation in Bromberg ernannt und am 7. Juni 1775 erhielt er die Weisung, Meliorationen vorzunehmen sowie sich zu bemühen den polnischen Handel von Danzig nach Bromberg zu ziehen. Im März 1776 erhielt er die Aufforderung, in der Gegend von Filehne und Bromberg einige schlechte und arme Grenzdörfer ohne evangelische Bevölkerung auszusuchen, die bei einem Vergleich mit Polen dorthin abgetreten werden könnten. Bis zum Sommer 1777 wirkte er an dieser neuen Grenzregulierung mit.
Im Februar 1777 war er als Kandidat für das Amt des Kammerpräsidenten in Kleve vorgesehen, allerdings entschied sich der König dann jedoch für Ludolph Wilhelm von Luck (1742–1820).
Im Juli 1780 legte Carl Friedrich Ludwig von Gaudi  eine Populationsliste für sein Departement vor und wurde daraufhin aufgefordert schrittweise die Zahl der jüdischen Einwohner zu reduzieren. In einer Ordre vom 14. Juni 1781 wurde vermerkt, er schlage nicht so ein, wie vom König erwartet, verlasse sich auf Protektion, müsse im Dienst mehr Fleiß und Exaktheit zeigen, soll unter anderem Fehlgriffe bei der Besetzung der Landratsämter getan haben. Mitte Dezember 1781 bat er aus gesundheitlichen Gründen um seinen Abschied, sein Nachfolger wurde Ludwig Friedrich von Domhardt.
Carl Friedrich Ludwig von Gaudi heiratete in erster Ehe Sophie Luise Dorothea, geborene von Burgsdorff (* 25. Februar 1739; † 18. Dezember 1774) aus dem Hause Dothen. Von ihren Kindern sind namentlich bekannt:
- Caroline Elisabeth Dorothea von Gaudi (* 22. April 1766 in Dothen; † 27. April 1839 in Breslau), verheiratet mit Ludwig Adolph Ehrenfried von Krauthoff (1767–1829), Oberst und Regimentskommandeur des 1. Breslauer Landwehr-Regimentes;
- Friedrich Wilhelm Leopold von Gaudi, Generalleutnant;
- Ludwig Otto von Gaudi (* 1768; † unbekannt), Leutnant im Regiment von Moellendorf,
- Hans Alexander von Gaudi (* 1771; † unbekannt), Fähnrich im Regiment von Krockow.

Als er starb, hinterließ er seine zweite Ehefrau Louise Charlotte (1729–1796), geb. von Buddenbrock.